# Andrea Sansovino
Andrea Sansovino, tudi Andrea di Niccolò di Menco di Muccio, italijanski arhitekt in kipar visoke renesanse, * 1460, Monte San Savino pri Arezzu, † 1529.

## Življenjepis
Bil je sin Domenica Contuccija iz Monte Sansovina in se je rodil v Monte San Savinu pri Arezzu, od tod tudi njegovo ime, ki se običajno zmehča v Sansovino.
Bil je učenec Antonia Pollaiuola in je sprva delal v firenškem slogu 15. stoletja. Njegova zgodnja dela so oltarna terakota v Santa Chiari v Monte San Savinu in marmorni reliefi oznanjenja, Marijino kronanje, Pietà, Zadnja večerja in različni kipci v kapeli Corbinelli Santo Spirito v Firencah, vse izvedeno med letoma 1488 in 1491.
Od 1493 do 1500 je Andrea na Portugalskem delal za kralja, nekaj njegovih skulptur pa še vedno obstaja v samostanski cerkvi v Coimbri. Ti zgodnji reliefi močno kažejo vpliv Donatella. Njegova prva znana dela po vrnitvi v Rim sta Madona in Janez Krstnik v stolnici v Genovi. Začetek bolj poganskega sloga je prikazan v kipih Sv. Janez krsti Jezusa nad vzhodnimi vrati Baptisterij v Firencah (1505). To skupino je končala šibkejša roka Vincenza Dantija. V tem obdobju je v Volterri izvajal marmorno fontano z dobrimi reliefi Štiri kreposti in Jezusov krst.
Leta 1504 je papež Julij II. Sansovina povabil v Rim, da bi postavil spomenik kardinalu Manziju v cerkvi Santa Maria in Aracoeli (pod vplivom langobardskega sloga Andree Bregna) ter kardinaloma Ascanio Maria Sforza in Girolama Basso della Rovere za retro-kor v cerkvi Santa Maria del Popolo. Arhitekturni deli teh spomenikov in njihovo izklesano listje so izjemno elegantni in izvedeni z najmanjšo mehkobo, vendar ležeči podobi kažejo na začetek resnega upada okusa. Te grobnice so postale vzorci, ki jih je dolga leta kopirala večina poznejših kiparjev.
Leta 1512 je Sansovino, medtem ko je bil še v Rimu, sklesal zelo lepo skupino Madona in otrok s sveto Ano, zdaj nad enim od stranskih oltarjev v cerkvi Sant'Agostino. Od leta 1513 do 1528 je bil v Loretu, kjer je zunanjost Santa Casa obložil v belem marmorju, prekrito z reliefi in kipi v nišah med stebri; majhen del te skulpture je bilo delo Andre, večji del pa so izvedli Raffaello da Montelupo, Tribolo in drugi njegovi pomočniki in učenci. Čeprav je splošen učinek bogat in veličasten, so posamezni kipi dolgočasni in šibki. Najboljši so njegovi zgodnejši reliefi.

## Dela
- Andrea Sansovino
- Oltar spredaj, Santo Spirito
- Sv. Janez Krstnik, Andrea Sansovino, zgodnja 1500-ta, (Adam, Zaccariah, in Habakkuk, delo Matteo Cividali)
- Jezusov krst, Baptisterij svetega Janeza Krstnika, Firence
- Vrata Paradiža, Baptisterij svetega Janeza Krstnika, Firence
- Grobnica Ascanio Sforze
- Marija in otrok
- Obloga iz marmorja v sveti hiši Loreto